# 反トラスト法
反トラスト法（はんトラストほう、英: antitrust law）は、アメリカ合衆国における競争法である。アンチトラスト法とも表記される。競争法の一般的な説明として、反トラスト法はカルテル、トラスト (企業形態)、コンツェルンの独占活動を規制する。独占禁止法ともいう。

## 概要
19世紀後半、アメリカにおいて独占資本の形成が進むと、自由競争の結果発展した大企業を放任することが、むしろ逆に自由競争を阻害するという事態を招いた。代表的な例としては、スタンダード石油トラストなどが挙げられる。そのため、連邦議会は一連の反トラスト法を制定し、独占資本の活動を規制することを図ったのである。
「反トラスト法」というのは単一の法律を指すものではなく、複数の異なる法律を総称するものである。その中でも中心になるのが、1890年のシャーマン法、1914年のクレイトン法、同年の連邦取引委員会法の三つの法律である。
このうち連邦取引委員会法は、反トラスト法の執行機関として、司法省に加えて連邦取引委員会を設立すると同時に、不公正な競争方法を禁ずる規定を盛り込んでいる。以上の連邦反トラスト法の他、米国のほとんどの州が独自の反トラスト法を制定している。そこで連邦と州の反トラスト法の競合適用が問題となることがある。
反トラスト法の下で厳しく監視される経済活動として、特許のライセンス活動がある。司法省は1970年に、「nine no-no's」という特許ライセンスにおける9箇条の方針を公表した。これには、ライセンス条件に非特許物の抱き合わせ販売を加えること、ライセンスした特許に後続する（ライセンシーが発明した）特許をアサインバックさせることを要求すること、特許製品の購入者の再販を制限すること、強制的なパッケージライセンスを要求することなどが含まれる
しかし、近年はIT企業の成長に伴い、自社サービスのプラットフォームの拡大、M&Aなどにより自社を優遇していることが増え、アメリカ議会では反トラスト法の法改正を視野に入れている。

## 裁判例
以下、連邦反トラスト法について述べる。
1961年2月、フィラデルフィア連邦地方裁判所は29の電機メーカーと45人の役員に、総額192万4500ドルの罰金刑を課した。嫌疑は、年間17億5000万ドル相当の電気機器市場をカルテルで価格操作し、分割したというものであった。
科刑の詳細は次のとおり。ゼネラル・エレクトリックに43万7500ドル、ウェスティングハウス・エレクトリックに37万2500ドル、en:Allen-Bradleyに4万ドル、Clark Controller Co.に2万5000ドル、Cutler-Hammer Inc.に4万5000ドル、他24社は出典を確認されたい。役員らは高齢にもかかわらず30日間の懲役刑が言い渡され、世間の注目を集めた。
判決に臨んでゲイニー判事は前口上を述べた。「このように長期間にわたって、産業に広範囲の影響を与え、何百万ドルもの金を巻き込んだ法律違反を、会社とその行動に責任ある人間が知らなかったという言い訳は信じられない」
また、司法省はAT&T に対して複数回の訴訟を提起し、全体として30年以上争っている。

## 域外適用
日本での関係では合衆国の外にまで適用できるかが問題となる。かつて判例法で合理性のある場合に限って域外適用を認めていた。1982年に米国議会が外国取引反トラスト改善法という域外適用＝立法管轄権に関する法律を制定した。1988年に米国司法省が公表した「国際事業活動に関する反トラスト施行ガイドライン」は、この域外適用について、米国消費者の利益に関わる限りにおいて執行するという同省の立場を示した。また1992年4月、米国の輸出者の利益を害する輸出先企業の行為に対しても適用する旨を発表した。1994年5月、ピルキントンが米国輸出者の利益を害しているとして訴えられている。和解により決着したが、ピルキントンはライセンス契約に基づく権利主張で米国輸出者の障壁となるものは一切封じられた。1995年4月には連邦取引委員会も輸出先企業の行為に対して域外適用する方針に同調した。1997年11月に司法省が新設した国際競争政策諮問委員会では、域外適用の問題を含めた審議が行われ、その最終報告書が2000年2月に司法省長官及び反トラスト局長へ提出された。このころ並行して、2国間協定や世界貿易機関閣僚会議で競争法における国際的な調整が行われている。競争法は特に1990年以降、多くの途上国でも導入されるようになった。現在では既に100を超える国及び地域で競争法が導入されており、2000年以降のアジア地域を見ても、インドネシア（2000年施行）、パプアニューギニア（2002年施行）、ラオス（2004年施行）、ベトナム（2005年施行）、シンガポール（2005年以降順次施行）、中華人民共和国（2008年施行）、マレーシア（2012年施行）等、多くの国々が導入を進めている。また、香港、フィリピンも導入を予定している。一連の調整が域外適用の歯止めとなると産業界から期待されている。

## シャーマン法
シャーマン法は、1890年に成立した米国最初の独禁法であり、その中心的規定は取引を制限する全ての契約等を禁ずる第1条と、不当な独占化を禁ずる第2条である。
第1条は、「取引を制限する全ての契約、結合、共謀」を禁止している。この禁止の対象となる行為としては、例えば競争者同士が販売価格を定める合意や、市場を分割する合意等がある。このような競争者間の合意はほとんどの場合、当然違法とされる。また、メーカーとその販売店との間で、販売店が顧客に販売する価格を合意（再販売価格維持）したり、販売店の担当地域を合意することも、場合によってはシャーマン法第1条の違反となる。
シャーマン法第2条は、独占化、独占の企て、及び独占のための共謀を禁じている。不正なやり方で市場を独占したり、市場における独占力を濫用したりすることが違法とされる。

## クレイトン法
クレイトン法は、独禁法を強化するために1914年に成立し、その後幾多の改正を経て現在に至っている。クレイトン法は、上記のように、反トラスト法違反行為に関する私人による民事訴訟に関する規定を整備し、原告が実損の3倍額の賠償と弁護士費用を請求することを認めた。
その他、第3条によって排他的取引と抱き合わせ販売が禁止される。排他的取引とは、買主がその必要とする商品の全てを売主からのみ購入するという条件のもとに商品を販売する行為である。また、抱き合わせ販売とは、買主が必要としている商品を販売する条件として、同時に必ずしも必要とされない別の商品も購入することを義務付ける行為である。
クレイトン法はその他にも、第2条によって価格差別を禁じている。これは、例えば、メーカーが、販売店Aには50ドルで販売し、販売店Bには60ドルで販売するというような行為である。これは、1936年のクレイトン法改正によって追加されたもので、この部分を特にロビンソン・パットマン法 と呼ぶこともある。
さらに、クレイトン法第7条は違法な合併を禁じている。同条によると、「その効果として、競争を実質的に制限するような、もしくは、独占を生じさせるような」合併は禁じられる。クレイトン法第7条に違反する合併に対しては、司法省や連邦取引委員会が合併を差し止めたり合併後の会社の分割を求めることができる。また、私人によるこのような請求も可能である。
なお、一定規模以上の合併を行うにあたっては、クレイトン法第7A条に基づいて、司法省と連邦取引委員会に事前届出をしなければならない。事前届出にあたっては、合併当事者の事業内容や合併の内容等を開示しなければならず、届出から30日間は不作為期間として、合併を取り進めることが禁じられる。また、当局は、届出の内容を審査し、必要に応じて追加情報の提供を求めるとともに、不作為期間を延長することもできる。この間、当局は問題の合併に対してチャレンジするかどうかの判断をする。なお、クレイトン法のこの部分はハート・スコット・ロディノ法と呼ばれることがある。

## 連邦取引委員会法
根拠法
連邦取引委員会法（Federal Trade Commission Act）は1914年に成立した、独占禁止法（反トラスト法）の執行機関である連邦取引委員会（FTC）の設立根拠法であり、同委員会の権限、手続等を規定すると同時に、不公正な競争方法（Unfair Methods of Competition）及び不公正又は欺瞞的な行為又は慣行（Unfair or Deceptive Acts or Practices）を予防的に禁止している。
この他、ほとんどの州が、独自の反トラスト州法を制定している。
執行機関
- 司法省反トラスト局（Antitrust Division、 Department of Justice）は司法省における反トラスト法の執行業務の実質的な権限を有している。反トラスト局長は、上院の承認を経て、大統領が任命する。
- 連邦取引委員会（Federal Trade Commission）
  - 連邦取引委員会（以下「FTC」という。）は、委員長を含む５人の委員により構成され、その下に競争局（Bureau of Competition）、消費者保護局（Bureau of Consumer Protection）、経済局（Bureau of Economics）、総局長室（Office of the Executive Director）、法律顧問室（Office of the General Counsel）及び地方事務所等が置かれている。
  - 委員長及び委員は、上院の承認を経て、大統領が任命する。任期は７年であり、公務に関する不法行為等の場合以外にはその意に反して罷免されることはなく、職権行使の独立性が認められている。
  - FTCは、連邦取引委員会法又はクレイトン法違反被疑行為が存在するときは、自ら審査を行い、審判手続を経て、又は関係人が同意するときは審判手続を経ることなく、審決により排除措置を命じることができる。また、FTCは、必要に応じ、違反行為の差止命令等を求める訴訟を提起することができる。
  - FTCの審決に不服がある場合には、連邦控訴裁判所に審決取消訴訟を提起することができる。
  - 連邦取引委員会法第５条(a)(1)後段では、不公正・欺瞞的な行為又は慣行（Unfair or Deceptive Acts or Practices）を禁止しており、FTCは同条に基づき、いわゆる消費者保護行政も所管している。
  - FTCは、また、経済実態や企業活動に関する調査を行う権限を有する（連邦取引委員会法第6条）。
  - 各州の司法長官（Attorney General）は、それぞれの州の反トラスト法を執行するだけでなく、反トラスト法違反により州民が被害を受けた場合には、クレイトン法第4C条（15U.S.C.15ｃ）に基づき、州の名において関係人に対し管轄権を有する連邦地裁に対し、3倍額損害賠償の請求訴訟を提起することができる（父権訴訟）。